# Maksim Petrov (cầu thủ bóng đá, sinh 1999)
Maksim Konstantinovich Petrov (tiếng Nga: Максим Константинович Петров; sinh ngày 8 tháng 10 năm 1999) là một cầu thủ bóng đá người Nga thi đấu cho F.K. Dynamo-2 Sankt Peterburg.

## Sự nghiệp câu lạc bộ
Anh có màn ra mắt tại Giải bóng đá chuyên nghiệp quốc gia Nga cho F.K. Dynamo-2 Sankt Peterburg vào ngày 7 tháng 4 năm 2018 trong trận đấu với FC Tekstilshchik Ivanovo.